# Dariusz Stróżewski
Dariusz Franciszek Stróżewski (ur. 29 października 1967 w Szczecinie) – pułkownik mgr inż. Wojska Polskiego.

## Życiorys
W 1986 roku zdał egzamin maturalny w liceum ogólnokształcącym w Rogoźnie i rozpoczął naukę w Wyższej Szkole Oficerskiej Wojsk Pancernych w Poznaniu. Po jej ukończeniu w roku 1990 wyznaczony został na dowódcę plutonu w 61 Brygadzie Artylerii Wojsk Obrony Przeciwlotniczej. W latach 1991–1996 pełnił służbę na stanowisku dowódcy baterii 61 BA WOPL, a w latach 1996-1998 dowódcy kompanii w 61 Brygadzie Przeciwlotniczej.
Kolejno zajmował stanowiska oficera operacyjnego – 61 BPlot (1998-2000); młodszego specjalisty sekcji operacyjnej – 61 BPlot / 61 BROP (2000-2002), szefa sztabu dywizjonu ogniowego – 61 BROP (2002), dowódcy dywizjonu logistycznego – 61 BROP (2002-2004), dowódcy dywizjonu ogniowego – 61 BROP (2004-2007), szefa szkolenia – 61 BROP (2007-2009) / 61 pr OP (2009-2011).
W roku 2011 wyznaczony został na dowódcę nowo formowanego 35 Skwierzyńskiego dywizjonu rakietowego Obrony Powietrznej, którym dowodził do 7 kwietnia 2017, kiedy wyznaczony został na stanowisko komendanta 2 Regionalnej Bazy Logistycznej w Warszawie. Bazą dowodził do 29 czerwca 2018.

## Wykształcenie i kursy
- 1986-1990 – Wyższa Szkoła Oficerska Wojsk Pancernych;
- 1999 – Akademia Obrony Narodowej – studia magisterskie;
- 2005 – Akademia Obrony Narodowej – Bezpieczeństwo Narodowe – studia podyplomowe;
- 2012 – Kurs Canadian Forces College – Toronto Kanada.

## Awanse
- podporucznik – 1990
- porucznik – 1993
- kapitan – 1997
- major – 2003
- podpułkownik – 2005
- pułkownik – 2017

## Odznaczenia
- 1998 – brązowy Medal „Za zasługi dla obronności kraju”;
- 2002 – brązowy Medal „Siły Zbrojne w Służbie Ojczyzny”;
- 2005 – brązowy Krzyż Zasługi[2];
- 2008 – srebrny Medal „Za zasługi dla obronności kraju”;
- 2008 – Błękitny Krzyż Zasługi Stowarzyszenia Dzieci Wojny;
- 2009 – srebrny Medal „Siły Zbrojne w Służbie Ojczyzny”;
- 2013 – srebrny Medal „Opiekun Miejsc Pamięci Narodowej”;
- 2013 – srebrny Medal za Długoletnią Służbę;
- 2013 – złoty Medal „Za zasługi dla obronności kraju”.